# Episodi di My Little Pony - L'amicizia è magica (ottava stagione)
L'ottava stagione della serie d'animazione My Little Pony - L'amicizia è magica (My Little Pony: Friendship Is Magic) è andata in onda sul canale americano Discovery Family a partire dal 24 marzo 2018. La stagione è stata divisa in due metà: la prima è stata trasmessa dal 24 marzo al 9 giugno 2018, mentre la seconda dal 4 agosto fino al 13 ottobre seguente. 
L'ottava stagione vede le Mane Six affiancate da sei nuove creature, ovvero Ocellus, Silverstream, Smolder, Gallus, Yona e Sandbar che vivranno delle epiche avventure in vecchie e nuove terre. Oltre ai nuovi arrivi, la stagione darà spazio anche ai vecchi personaggi con nuove storie incentrate su di loro.
La stagione è stata annunciata per la prima volta il 25 maggio 2017, con uno spezzone in anteprima rilasciato il 9 settembre seguente all'HasCon.
In Italia, gli episodi sono stati trasmessi su Cartoonito dal 24 settembre al 21 dicembre 2018.

## Lista episodi
| Settima stagione | Nona stagione |

| Episodio     | Titolo                          | Titolo                      | Prima TV          | Prima TV          |
| # (tot) stag | Italiano                        | Originale                   | Stati Uniti       | Italia            |
| ------------ | ------------------------------- | --------------------------- | ----------------- | ----------------- |
| (170) 1      | La scuola di amicizia - Parte 1 | School Daze - Part 1        | 24 marzo 2018     | 24 settembre 2018 |
| (171) 2      | La scuola di amicizia - Parte 2 | School Daze - Part 2        | 24 marzo 2018     | 25 settembre 2018 |
| (172) 3      | Una strana coppia               | The Maud Couple             | 31 marzo 2018     | 26 settembre 2018 |
| (173) 4      | I mille volti di Fluttershy     | Fake It 'Til You Make It    | 7 aprile 2018     | 27 settembre 2018 |
| (174) 5      | Vacanza a Las Pegasus           | Grannies Gone Wild          | 14 aprile 2018    | 28 settembre 2018 |
| (175) 6      | Una scelta difficile            | Surf and/or Turf            | 21 aprile 2018    | 1º ottobre 2018   |
| (176) 7      | Uno show per Celestia           | Horse Play                  | 28 aprile 2018    | 2 ottobre 2018    |
| (177) 8      | Missione genitori               | The Parent Map              | 5 maggio 2018     | 3 ottobre 2018    |
| (178) 9      | L'insegnante del mese           | Non-Compete Cause           | 12 maggio 2018    | 4 ottobre 2018    |
| (179) 10     | Festa di cuori e zoccoli        | The Break Up Breakdown      | 19 maggio 2018    | 5 ottobre 2018    |
| (180) 11     | Spike diventa grande            | Molt Down                   | 26 maggio 2018    | 8 ottobre 2018    |
| (181) 12     | Lezione di amicizia             | Marks For Effort            | 2 giugno 2018     | 9 ottobre 2018    |
| (182) 13     | La vendetta di Chrysalis        | The Mean 6                  | 9 giugno 2018     | 10 ottobre 2018   |
| (183) 14     | Una questione di principali     | A Matter Of Principals      | 4 agosto 2018     | 11 ottobre 2018   |
| (184) 15     | Una festa in famiglia           | The Hearth's Warming Club   | 4 agosto 2018     | 12 ottobre 2018   |
| (185) 16     | L'università dell'amicizia      | Friendship University       | 11 agosto 2018    | 9 dicembre 2018   |
| (186) 17     | Amicizie in pericolo            | The End In Friend           | 18 agosto 2018    | 10 dicembre 2018  |
| (187) 18     | Pinkie Pie e lo yovidofono      | Yakity-Sax                  | 20 luglio 2018    | 11 dicembre 2018  |
| (188) 19     | Il viaggio dell'amicizia        | On The Road To Friendship   | 1º settembre 2018 | 12 dicembre 2018  |
| (189) 20     | Gli Scartati                    | The Washouts                | 8 settembre 2018  | 13 dicembre 2018  |
| (190) 21     | Una nuova vita                  | A Rockhoof and a Hard place | 15 settembre 2018 | 14 dicembre 2018  |
| (191) 22     | Le verità nascoste              | What Lies Beneath           | 22 settembre 2018 | 17 dicembre 2018  |
| (192) 23     | Il suono del silenzio           | Sounds of Silence           | 29 settembre 2018 | 18 dicembre 2018  |
| (193) 24     | Un drago per papà               | Father Knows Beast          | 6 ottobre 2018    | 19 dicembre 2018  |
| (194) 25     | Attacco alla scuola: Parte 1    | School Raze - Part 1        | 13 ottobre 2018   | 20 dicembre 2018  |
| (195) 26     | Attacco alla scuola: Parte 2    | School Raze - Part 2        | 13 ottobre 2018   | 21 dicembre 2018  |

## Episodi

### School Daze - Part 1
- Titolo italiano (Cartoonito): La scuola di amicizia - Parte 1
- Regia: Denny Lu & Mike Myhre
- Sceneggiatura: Nicole Dubuc & Micheal Vogel
- Storyboard: Aynsley King & Karine Charlebois

Dopo gli eventi di My Little Pony: The Movie, Twilight e le sue amiche scoprono che la Cutie Mappa si è espansa, mostrando le terre al di fuori del loro regno. Twilight riceve l'approvazione dalla Equestria Education Association (EEA) per aprire una scuola dedicata a insegnare i benefici dell'amicizia, con le sue amiche come insegnanti. Accoglie anche cinque studenti di altre specie: Gallus, un grifone; Yona, uno yak; Smolder, un drago; Ocellus, un mutante; e Silverstream, un ippogrifo. Gli studenti inizialmente apprezzano la scuola, ma si annoiano rapidamente quando Twilight costringe i suoi amici ad aderire alle rigide linee guida per l'insegnamento dell'EEA. Le cinque creature decidono di saltare la lezione insieme al loro compagno di banco, Sandbar, diventando amici velocemente. Durante il gioco, accidentalmente devastano la scuola durante una valutazione condotta dal capo dell'EEA, il cancelliere Neighsay. Convinto che gli studenti non pony siano pericolosi, Neighsay chiude immediatamente la scuola.

### School Daze - Part 2
- Titolo italiano (Cartoonito): La scuola di amicizia - Parte 2
- Regia: Denny Lu & Mike Myhre
- Sceneggiatura: Nicole Dubuc & Micheal Vogel
- Storyboard: Kaylea Chard & Nicole Wang

Una Twilight depressa rimugina sulla sua Scuola dell'Amicizia, non ancora accreditata, fino a quando Starlight non la incoraggia a tentare di nuovo, questa volta senza seguire le regole dell'EEA. Lei e le sue amiche cercano di convincere i leader delle altre specie a lasciare i loro studenti a tornare a scuola, solo per poi sapere che gli studenti sono scappati di casa, aumentando le tensioni tra i vari regni. I pony scoprono che Sandbar ha nascosto gli altri studenti al Castello delle Due Sorelle, dove li salvano dall'attacco di diversi magicospino. Stupiti dall'eroismo dei pony, gli studenti accettano di dare alla scuola un'altra possibilità. Il cancelliere Neighsay affronta Twilight per la riapertura non autorizzata della scuola, ma lei afferma la sua autorità come Principessa dell'Amicizia. Gli amici di Twilight usano i loro metodi di insegnamento unici per rendere la scuola più attraente, e i leader permettono ai loro studenti di continuare i loro studi a Equestria.

### The Maud Couple
- Titolo italiano (Cartoonito): Una strana coppia
- Regia: Denny Lu & Mike Myhre
- Sceneggiatura: Nick Confalone
- Storyboard: Ward Jenkins & Melissa Allen

Pinkie Pie scopre che sua sorella Maud sta uscendo con uno stallone di nome Mudbriar, che ha un interesse per i bastoncini simile all'interesse di Maud per le rocce. Sebbene Maud e Mudbriar siano felici insieme, Pinkie non riesce a trovare nulla in comune tra loro, trovando la personalità di Mudbriar fastidiosa e strana. Nonostante i suoi migliori sforzi per comprendere la loro relazione, Pinkie alla fine si convince che Maud preferisce Mudbriar a lei e corre nella loro vecchia fattoria nella disperazione. Lì, le sue sorelle, Limestone e Marble, aiutano Pinkie a rendersi conto che Maud vede Mudbriar in modo diverso da lei quindi Pinkie ritorna e fa pace con Mudbriar, accettando che la felicità di Maud con lui è tutto ciò che conta.

### Fake It 'Til You Make It
- Titolo italiano (Cartoonito): I mille volti di Fluttershy
- Regia: Denny Lu & Mike Myhre
- Sceneggiatura: Josh Hamilton
- Storyboard: Roxana Beiklik & Cat Tang

Rarity ha bisogno di un pony che la sostituisca per sua boutique a Manehattan, e Fluttershy è l'unica pony disponibile. Alla boutique, Fluttershy viene intimidita da un cliente molto esigente e sotto consiglio di alcuni suoi amici animali, si mette un abito per entrare di più nel ruolo di venditore. Tuttavia ci sono diverse tipologie di clienti e quindi Fluttershy si sente costretta ad adottare un tipo di abbigliamento in base al tipo di cliente, arrivando a stravolgere anche il suo carattere. I procioni raggiungono Ponyville e informano Twilight e Spike del comportamento maleducato di Fluttershy, e così Twilight e le altre vanno a Manehattan per cercare di far ragionare Fluttershy, venendo però cacciate dalla boutique proprio da lei. Nel frattempo, mentre Rarity è impegnata al Royal Show di Canterlot, viene raggiunta dalle sue amiche che le spiegano quello che sta succedendo a Manehattan. Per fortuna, Rarity riesce a far tornare in sé Fluttershy, che in seguito si scusa per il suo comportamento, Rarity allora dice a Fluttershy che l'ha scelta come sostituta perché gli serviva l'aiuto di una vera amica e che non avrebbe mai affidato la sua boutique ad un pony qualunque. Infine Rarity crea un vestito speciale che fa indossare a Fluttershy facendola poi sfilare nella boutique.

### Grannies Gone Wild
- Titolo italiano (Cartoonito): Vacanza a Las Pegasus
- Regia: Denny Lu & Mike Mhyre
- Sceneggiatura: Gillian M. Berrow
- Storyboard: Michelle Ku & Megan Willis

Rainbow Dash viene a conoscenza delle montagne russe di Las Pegasus chiamate "Selvaggio blu", che tutti i Wonderbolts hanno provato tranne lei. Sfortunatamente lei, è troppo impegnata con le sue lezioni alla Scuola dell'Amicizia, ma Applejack è disposta a sostituirla, a condizione che accompagni Granny Smith e le sue amiche nella loro vacanza annuale a Las Pegasus, avvertendola, però, di fare in modo di non "stancarsi troppo" o di non perderle di vista. Rainbow Dash accetta riluttante, e, una volta arrivati a Las Pegasus, cerca di convincere Granny e le altre a riposare nel loro hotel in modo da poter avere il tempo per se stessa. Tuttavia, le nonne scappano mentre Rainbow Dash scopre la lunga coda di attesa alle montagne russe, costringendola a passare la maggior parte del giorno con loro e interferendo con le loro attività, infastidendole. Quando Rainbow Dash si scusa per aver rovinato il loro divertimento, spiega che stava solo seguendo le istruzioni di Applejack, le nonne ridono sull'iperprotettività di Applejack e invitano Rainbow Dash a cavalcare le montagne russe con loro, usando i loro pass VIP per saltare la fila. Alla fine, sulla via del ritorno, le nonne chiedono a Rainbow Dash di unirsi al loro gruppo e lei accetta con piacere.

### Surf and/or Turf
- Titolo italiano (Cartoonito): Una scelta difficile
- Regia: Denny Lu & Mike Mhyre
- Sceneggiatura: Brian Hohlfeld

- Storyboard: Marta Demong, Thalia Tomlinson, & Mincheul Park

La Cutie Mappa chiama le Cutie Mark Crusaders nel regno degli Ippogrifi sul Monte Aris, dove metà dei suoi abitanti hanno deciso di vivere nella città sottomarina di Seaquestria da Seaponies. Terramar, un giovane ippogrifo i cui genitori vivono separati nei due luoghi, non sa decidere se vivere sulla terra con suo padre o sott'acqua con sua madre. Le Cutie Mark Crusaiders non sono in grado di decidere tra loro; Sweetie Belle che discute del paesaggio accattivante della montagna mentre Scootaloo predilige il divertimento nel nuotare con le creature marine, il che rende Terramar ancora più indeciso. Le tre organizzano una riunione di Ippogrifi e Seaponies per Terramar. I suoi genitori gli dicono che non si deve limitare a scegliere un posto dove vivere. Incoraggiato, Terramar si accinge a vivere sia come un Ippogrifo che come una Seapony, convincendo tutti gli altri Ippogrifi di non focalizzarsi su un luogo soltanto, ma di scoprire entrambe le realtà.

### Horse Play
- Titolo italiano (Cartoonito): Una show per Celestia
- Regia: Denny Lu & Mike Mhyre
- Sceneggiatura: Kaita Mpambara
- Storyboard: Karine Charlebois & Aynsley King

Twilight organizza una spettacolo teatrale in onore dell'anniversario della prima volta nella quale Princess Celestia ha sollevato il sole. Scoprendo che il sogno di Celestia è sempre stato quello di recitare, Twilight le offre il ruolo da protagonista. Rainbow Dash diffonde felice la notizia dello spettacolo di Celestia in tutta Equestria, tuttavia, Twilight si rende conto che Celestia ha scarse abilità recitative e teme che si umili di fronte ai suoi sudditi, ma non le dice niente per evitare di ferire i suoi sentimenti. Quando arriva il giorno dello spettacolo, Twilight va nel panico e inconsapevolmente sfoga le sue frustrazioni con la Principessa di fronte a lei, facendola andare via ferita. Twilight si scusa con Celestia per averle mentito e ammette che intendeva ripagarla per gli anni in cui l'ha guidata. Celestia accetta di aiutare Twilight a salvare lo spettacolo facendo recitare Fluttershy al suo posto, rendendo la rappresentazione un successo.

### The Parent Map
- Titolo italiano (Cartoonito): Missione genitori
- Regia: Denny Lu & Mike Mhyre
- Sceneggiatura: Dave Rapp
- Storyboard: Kaylea Chard & Nicole Wang

Starlight e Sunburst non sono entusiasti nel sapere che sono stati convocati da Cutie mappa nella loro città natale, Sire's Hollow, a causa della loro tesa relazione con i loro genitori: Firelight, il padre troppo affettuoso di Starlight e Stellar Flare, la madre assillante di Sunburst. Sono ulteriormente costernati quando la loro missione sembra stabilirsi in una faida tra i due genitori, ma scoprendo che questo non è il problema da risolvere. Starlight e Sunburst cercano di evitare i loro genitori il più possibile mentre cercano la loro vera missione, ma loro si immischiano continuamente nella loro ricerca. Dopo essersi finalmente sfogati con i loro genitori per la loro fastidiosa presenza, Starlight e Sunburst si rendono conto che il loro allontanamento da loro è il problema che sono stati chiamati a risolvere. I due completano la loro missione scusandosi con i loro genitori, che accettano di dare loro più indipendenza.

### Non-Compete Cause
- Titolo italiano (Cartoonito): L'insegnante del mese
- Regia: Denny Lu & Mike Mhyre
- Sceneggiatura: Kim Beyer-Johnson
- Storyboard: Ward Jenkins & Kat Dela Cruz

Applejack e Rainbow Dash competono tra loro per ricevere il premio "Insegnante del Mese" presso la Scuola Dell'Amicizia. Twilight seleziona le due per condurre una gita per insegnare ai loro studenti il lavoro di squadra, ma il loro costante litigio su quali attività dovrebbero essere svolte crea problemi. Persuadendo Twilight a dare loro un'altra possibilità, Applejack e Rainbow Dash continuano il viaggio lasciando l'altra prendere il comando, il che occupa la loro attenzione invece di focalizzarsi sull'insegnare il lavoro di squadra ai loro studenti. Quando un loro argomento sulla creazione di un ponte le lascia bloccate su un fiume, gli studenti lavorano insieme per salvarle. Gli studenti le definiscono come insegnanti del mese dicendo a Twilight che stavano discutendo apposta per insegnare loro il modo di lavorare come una squadra, ma Twilight le attacca facendo sì che Applejack e Rainbow Dash litighino di nuovo.

### The Break Up Breakdown
- Titolo italiano (Cartoonito): Festa di cuori e zoccoli
- Regia: Denny Lu & Mike Mhyre
- Sceneggiatura: Nick Confalone
- Storyboard: Roxana Beiklik, Mincheul Park & Cat Tang

Nel Giorno Dei Pony Innamorati Big McIntosh invia a Sugar Belle un pacchetto romantico che si perde nella posta. Quando Big Mac noterà Sugar Belle all'Angolo Zuccherino più tardi, lui la sente parlare con la signora Cake sul fatto di finire una relazione con qualcuno, e conclude che lei intende rompere con lui. Spike e Discord tentano di consolare il cuore affranto di Big Mac, con Discord che suggerisce di rompere con lei prima che lei ne abbia l'opportunità. Dopo averlo fatto, spezzandole il cuore, Big Mac si rende conto che ha solo lasciato uscire le sue frustrazioni e torna da lei per avere una conversazione appropriata sulla loro rottura. Sugar Belle rivela di non aver mai ricevuto il pacchetto di Big Mac e aveva in realtà pianificato di interrompere la sua relazione commerciale con suo cugino così da poter iniziare a lavorare a Ponyville, non avendo intenzione di lasciare il Big Mac. Comprendendo il fraintendimento, i due tornano insieme.

### Molt Down
- Titolo italiano (Cartoonito): Spike diventa grande
- Regia: Denny Lu & Mike Mhyre
- Sceneggiatura: Josh Haber
- Storyboard: Cory Toomey & Megan Wills

Spike inizia a sperimentare bizzarri cambiamenti del corpo, come la crescita di macchie simili a brufoli e perdita del controllo del suo respiro infuocato. Smolder spiega che Spike sta "mutando", fase che tutti i draghi subiscono durante l'adolescenza; lei aggiunge che il processo della muta in genere fa sì che i draghi vengano mandati via dalle loro case, cosa di cui Spike si preoccupa quando Twilight gli dice di lasciare il Castello Dell'Amicizia per impedirgli di bruciare accidentalmente le loro cose. Quando Spike visita Zecora per una soluzione, il suo odore attira involontariamente un Roc che cattura Zecora e Rarity. Attorno a Spike si forma un bozzolo di roccia per poi scoprire, una volta rotto, che gli è cresciuto un paio di ali, il che gli permette di difendersi dal roc e salvare i suoi amici. In seguito, Twilight assicura a Spike che non ha intenzione di liberarsi di lui e promette di aiutarlo ad abituarsi ai suoi cambiamenti.

### Marks For Effort
- Titolo italiano (Cartoonito): Lezione di amicizia
- Regia: Denny Lu & Mike Mhyre
- Sceneggiatura: Nicole Dubuc
- Storyboard: Marta Demong & Thalia Tomlinson

Le Cutie Mark Crusaders vorrebbero entrare nella Scuola dell'Amicizia, ma essendo già esperte in materia, Twilight non è disposta ad ammetterle. Allora le Crusaders escogitano un piano per entrare nella scuola, cioè comportarsi molto male, in modo tale che agli occhi delle Mane 6 avranno bisogno di ulteriori lezioni d'amicizia. Tuttavia le cose non vanno come previsto, perché per quanto vogliano fingere, non sono convincenti abbastanza. Mentre escogitano altri piani, sentono una giovane pony di nome Cozy Glow piangere. In pratica è disperata perché non riesce a studiare per un esame, e le Crusaders si offrono di aiutarla. Il giorno del test, Cozy Glow sbaglia tutto e Twilight, sapendo che le Cutie Mark Crusaders erano sue tutor, si arrabbia con loro e le ordina di non farsi più vedere nella Scuola dell'Amicizia. Più tardi una Cozy Glow disperata ammette che ha sbagliato il test di proposito, con l'intento di far passare le Crusaders come pessime amiche in modo tale che potevano accedere alla Scuola dell'Amicizia. Mentre le Crusaders sono a lezione da Cheerilee, Starlight chiede se può prendere in prestito le tre puledrine, che poi ricevono un diploma onorari alla Scuola dell'Amicizia, inoltre dopo che Twilight si è scusata con loro, le Crusaders sono felici per essere riuscite ad entrare nella scuola.

### The Mean 6
- Titolo italiano (Cartoonito): La vendetta di Chrysalis
- Regia: Denny Lu & Mike Myhre
- Sceneggiatura: Micheal Vogel
- Storyboard: Karine Charlebois & Aynsley King

L'ex regina Chrysalis crea cloni malvagi di Twilight e delle sue amiche per prendere il controllo degli Elementi di Armonia e avere la sua vendetta contro Starlight. Chrysalis e i cloni cercano gli elementi nella Foresta di Everfree, dove le vere pony e Starlight sono in campeggio. Vagando l'una dall'altra, i veri pony incontrano inconsapevolmente i loro cloni, che le maltrattano e le insultano prima di sgattaiolare via. Scambiando i cloni per i loro veri amici, i veri pony entrano in una discussione accesa. Tuttavia, Twilight riesce rapidamente a risolvere l'argomento e riprendono felicemente il loro viaggio. Nel frattempo, Chrysalis e i cloni trovano l'Albero dell'Armonia, ma questi vengono distrutti dagli Elementi quando tentano di usarli per tradire Chrysalis, che, ancora una volta, giura vendetta contro i pony ignari di ciò che è successo.

### A Matter Of Principals
- Titolo italiano (Cartoonito): Una questione di principali
- Regia: Denny Lu & Mike Myhre
- Sceneggiatura: Nicole Dubuc
- Storyboard: Kaylea Chard & Nicole Wang

Twilight e le sue amiche sono chiamate dalla Cutie mappa per una missione lontana da Ponyville. Twilight lascia dirigere la scuola a Starlight e fa fare una caccia al tesoro agli studenti mentre loro sono andate via per la missione. Discord appare e si offre di dare una mano, ma Starlight rifiuta. Offeso, Discord inizia a scatenare il caos nella scuola con Starlight che cerca di controllare ogni situazione. Lei si stufa delle sue buffonate e bandisce Discord dai campi della scuola con la sua magia. La caccia al tesoro inizia in seguito, ma Discord, manifestandosi come un fantasma, la sabota. Starlight capisce che ha sbagliato nel rifiutare la sua offerta di aiuto e si scusa con lui. Lui accetta le sue scuse e aiuta a rifare la caccia al tesoro. Tuttavia, quando Twilight e le altre ritornano, rivelano che Discord ha creato una falsa missione di amicizia per mandarle via, ma ringrazia comunque Starlight per averla aiutata con la scuola.

### The Hearth's Warming Club
- Titolo italiano (Cartoonito): Una festa in famiglia
- Regia: Denny Lu & Mike Myhre
- Sceneggiatura: Brian Hohlfeld
- Storyboard: Kat Dela Cruz & Ward Jenkins

Mentre la Scuola Dell'Amicizia sta per prendersi una pausa invernale, una figura misteriosa innesca un'esplosione di "goo viola" che rovina le preparazioni per la festa. Twilight Sparkle, Rainbow Dash e Spike inseguono la figura nel dormitorio degli studenti ma non la vedono andare via, portandoli a concludere che uno dei sei studenti è responsabile. La parte colpevole dovrà rimanere a scuola per ulteriori lezioni di amicizia; se nessuno di loro confessa, tutti rimarranno e non festeggeranno le vacanze. Mentre gli studenti iniziano a ripulire e Rainbow li chiama per le domande, descrivono il modo in cui le rispettive culture celebrano le vacanze. Nessuno di loro confessa, portando ad accuse e discussioni che alla fine spronano Gallus ad ammettere che ha organizzato lo scherzo; voleva rimanere nel campus con i suoi amici invece di andare a casa a Griffonstone perché non ha una famiglia e non sarebbe voluto rimanere da solo. Dopo averlo sentito, Twilight lo ringrazia per la sua onestà, ma dice che deve ancora affrontare la punizione. Gli altri studenti si offrono volontari per stare con Gallus e così Twilight invita l'intero gruppo a celebrare la Festa Del Focolare Dell'Amicizia con lei e le sue amiche, ma dopo aver finito di pulire.

### Friendship University
- Titolo italiano (Cartoonito): L'università dell'amicizia
- Regia: Denny Lu & Mike Myhre
- Sceneggiatura: Chris "Doc" Wyatt & Kevin Burke
- Storyboard: Krista Porter & Cat Tang

Quando Twilight apprende che una nuova scuola dell'amicizia è stata aperta a Las Pegasus, lei e Rarity si recano lì per dare un'occhiata. La scuola, l'Università Dell'Amicizia, è gestita da Flim e Flam e ha accolto come studente Starswirl il Barbuto, inoltre, il cancelliere Neighsay conferisce pieno riconoscimento all'Università. Twilight e Rarity iniziano a indagare, con Rarity che prende parte alle lezioni e Twilight si intrufola nell'ufficio dei fratelli per cercare prove che la scuola sia una frode. Flim e Flam colgono in flagrante Twilight e minacciano di pubblicare una foto della sua irruzione per rovinare la sua reputazione; Twilight acconsente in un primo momento di fronte alla disapprovazione di Starswirl, ma Rarity la convince a non arrendersi. Le due pony scoprono presto che i fratelli stanno pagando tasse elevate per i documenti di lavoro necessari per completare i corsi (basati su una copia rubata del curriculum di Twilight) e stanno pianificando di usare i soldi per espandere il loro resort a Las Pegasus. Quando Starswirl scopre il piano, ordina ai due fratelli di rimborsare il denaro degli studenti e chiudere l'Università dell'Amicizia. Starswirl, inoltre, promette di frequentare la Scuola Dell'Amicizia se avrà bisogno di lezioni in futuro.

### The End In Friend
- Titolo italiano (Cartoonito): Amicizie in pericolo
- Regia: Denny Lu & Mike Myhre
- Sceneggiatura: Gillian M. Berrow
- Storyboard: Mincheul Park, Cory Toomey & Megan Willis

Mentre aiutano Twilight in una lezione sul compromesso, Rainbow Dash e Rarity iniziano a discutere su come passare il loro giorno libero. Twilight e gli studenti le accompagnano per una dimostrazione pratica sulla precedente lezione, ma nessuno delle due mostra molto interesse per le attività dell'altra (il Buckball e la moda) e si arrabbiano tanto l'una con l'altra che decidono di dar fine alla loro amicizia. Starlight tenta invano di farle riconciliare, poi riceve la notizia che un artefatto magico è stato rubato dalla Scuola Dell'Amicizia. Rainbow Dash e Rarity vengono incaricate di ritrovarlo, ma continuano a litigare mentre seguono la scia del manufatto verso una palude. Lavorando insieme, attraversano la palude, seguono il sentiero su una montagna e trovano un passaggio segreto che riporta alla scuola. Lì apprendono che Twilight, Starlight e Spike hanno falsificato il furto per ricordare alle due pony della loro amicizia. Avendo sviluppato un apprezzamento per i reciproci interessi, Rainbow Dash e Rarity iniziano a dedicare tempo agli hobby dell'altra.

### Yakity-Sax
- Titolo italiano (Cartoonito): Pinkie Pie e lo yovidofono
- Regia: Denny Lu & Mike Myhre
- Sceneggiatura: Michael P. Fox and Wil Fox
- Storyboard: Marta Demong & Thalia Tomlinson

Pinkie Pie ha iniziato a suonare lo yovidofono, uno strumento popolare nello Yakyakistan, ma la sua pratica inetta diventa un fastidio per gli abitanti di Ponyville. Le sue amiche la lasciano continuare, sperando che migliorerà; tuttavia, il suo modo di suonare non migliora e inizia a interferire con le loro vite quotidiane. Pinkie abbandona lo strumento quando le altre decidono di dirle la verità, fingendosi allegra ma segretamente affranta. Quando Twilight e le altre scoprono il suo vero stato emotivo, cercano invano di coinvolgerla nuovamente in attività che le piacciono e nelle quali è brava ma senza successo. Qualche giorno dopo, apprendono da Maud che Pinkie si sta trasferendo nello Yakyakistan e così vi si recano. La trovano mentre ascolta un'esecuzione di un maestro di yovidofono. La musica la deprime ancora di più, dal momento che è convinta che non suonerà mai così bene, ma l'artista la persuade a provare perché il punto dello yovidofono è di portare gioia a chi la suona. Anche se il modo in cui Pinkie suona è discordante come prima, riacquista il suo temperamento allegro, guadagna un'ovazione dagli yak del pubblico e accetta di tornare a Ponyville.

### On The Road To Friendship
- Titolo italiano (Cartoonito): Il viaggio dell'amicizia
- Regia: Denny Lu & Mike Myhre
- Sceneggiatura: Josh Haber
- Storyboard: Karine Charlebois, Aynsley King & Mincheul Par

Dopo uno spettacolo di magia di successo a Ponyville, Trixie decide di fare un tour nella Saddle Arabia e portare Starlight con lei. All'inizio le due pony vanno d'accordo, ma cominciano a sentirsi nervose quando raggiungono il villaggio deserto di Somnambula. La spesa esagerata di Starlight le lascia a corto di soldi, e devono passare la notte nell'angusto carro di Trixie dato che tutte le locande sono piene. Litigano per tutta la notte, e il giorno dopo il litigio degenera in uno scambio di insulti. Il giorno successivo, Starlight scambia il carro di Trixie per uno più grande senza dirglielo; furiosa, Trixie la manda a casa e cerca di continuare il tour da sola. Starlight alla fine torna a scusarsi per aver fatto lo scambio senza il suo consenso, e le due pony persuadono il suo proprietario originale (un unicorno della Saddle Arabia di nome Hoo'Far, che aveva assistito allo spettacolo di Trixie a Ponyville) a restituire il carro di Trixie. Tornate a Ponyville, Trixie e Starlight sono felici di averci almeno provato.

### The Washouts
- Titolo italiano (Cartoonito): Gli Scartati
- Regia: Denny Lu & Mike Myhre
- Sceneggiatura: Nick Confalone
- Storyboard: Kaylea Chard & Nicole Wang

Quando Rainbow Dash viene a sapere che Scootaloo si è interessata a una squadra di pony stunt, gli Scartati, teme di perdere la sua fan numero uno. Lo show della squadra è pieno di trucchi pericolosi che impressionano anche Rainbow stessa, però scopre che tutti i membri di questa squadra sono stati buttati fuori dai Wonderbolts - inclusa la sua vecchia rivale Lightning Dust. Il loro rifiuto di seguire i protocolli di sicurezza di base preoccupa Rainbow, ma né lei né la capitana degli Wonderbolts Spitfire possono distogliere l'attenzione di Scootaloo verso gli Scartati. In un attacco di ribellione, Scootaloo si unisce al team in modo che possa avere la possibilità di fare qualcosa di sorprendente nonostante non sia in grado di volare. Lightning la spinge a fare un salto estremamente pericoloso e non testato su uno scooter a razzo da una rampa, ma Rainbow Dash la salva appena in tempo e lo scooter trascina via Lightning nel cielo. Le due pony si scusano l'un l'altra, Scootaloo per non aver visto il pericolo nel quale Lightning l'ha messa e Rainbow per aver lasciato che il suo ego si intromettesse, e così Rainbow forma un nuovo fan club in onore di Scootaloo.

### A Rockhoof and a Hard Place
- Titolo italiano (Cartoonito): Un lavoro per Rockhoof
- Regia: Denny Lu & Mike Myhre
- Sceneggiatura: Kaita Mpambara
- Storyboard: Kat Dela Cruz & Ward Jenkins

Dopo che Rockhoof provoca danni nel suo vecchio villaggio durante uno scavo archeologico, Twilight Sparkle lo ingaggia come insegnante alla Scuola Dell'Amicizia. Sebbene gli studenti siano affascinati dalla sua storia di combattere un'Ursa Major, inavvertitamente interrompe le lezioni in tutto il campus mentre lo racconta e cerca di spegnere quello che pensa sia un fuoco fuori controllo. Twilight e le sue amiche cercano di trovare un lavoro a Rockhoof a Ponyville, senza successo, quindi lei ed Applejack lo portano a visitare gli altri pilastri di Equestria e vedere come si sono adattati alla società moderna. Le visite lasciano Rockhoof più abbattuto e, dopo aver accidentalmente diretto la una nave di un ippogrifo nella direzione sbagliata, decide che Twilight lo trasformerà in una statua proprio come successe a Discord nel passato. Yona lo convince a riconsiderare la sua idea leggendo un saggio sull'eroismo che ha scritto, e scopre che l'intera città è impaziente di ascoltare il resto della sua storia sull'Usa Major. Riconoscendo che Rockhoof può fungere da collegamento vivente con il passato di Equestria, Twilight lo nomina come Custode dei Racconti del regno.

### What Lies Beneath
- Titolo italiano (Cartoonito): Come vincere la paura
- Regia: Denny Lu & Mike Myhre
- Sceneggiatura: Micheal Vogel
- Storyboard: Krista Porter and Cat Tang

Le preoccupazioni degli Studenti della Scuola Dell'Amicizia per un esame imminente sono aggravate dai commenti di Cozy Glow che ritiene che l'amicizia vada contro la natura degli studenti non-pony. Una luce che brilla da una grata del pavimento nella biblioteca della Scuola Dell'Amicizia li conduce a una rete di caverne sotterranee, dove un'immagine di Twilight Sparkle mette gli studenti sotto una serie di test che devono superare per fuggire da quel luogo. Ogni studente si confronta con la sua peggiore paura: Gallus la claustrofobia, Yona l'aracnofobia, Silverstream teme il ritorno dello Storm King, Smolder teme che la sua passione per le cose carine possa emergere, Sandbar teme di deludere i suoi insegnanti e Ocellus ha paura di non essere davvero cambiata. Gli studenti si aiutano a vicenda per superare queste paure e dimostrare all'immagine Twilight - che in realtà è l'Albero dell'Armonia - che l'amicizia è nella loro natura. Una volta tornati in biblioteca, sfiniti dall'avventura, Cozy Glow si scusa per le sue prime parole.

### Sounds of Silence
- Titolo italiano (Cartoonito): Il ruscello del silenzio
- Regia: Denny Lu & Mike Myhre
- Sceneggiatura: Gregory Bonsignore
- Storyboard: Cory Toomey & Megan Willis

Applejack e Fluttershy vengono inviate per una missione di amicizia in una zona al di fuori di Equestria, i Picchi del Pericolo. Una volta arrivate Applejack e Fluttershy trovano un villaggio abitato da Kirin, delle creature, che non parlano o mostrano alcuna emozione. Una Kirin che vive fuori dal villaggio, di nome Autumn Blaze spiega ad Applejack che un litigio tra Kirin, una volta, li ha costretti a trasformarsi in furiose, infuocate creature chiamate Nirik e ad incendiare il loro villaggio. Avevano deciso che si sarebbero immersi in un flusso magico che avrebbe raffreddato le loro emozioni, ma anche zittito le loro voci; Autumn Blaze tempo dopo trovò un fiore che le permise di riacquistare la voce, ma il villaggio irritato dalle sue chiacchiere la cacciò. Applejack e Fluttershy discutono sul fatto di dare la cura agli altri, convincendo i Kirin a portarle verso il torrente, ma Autumn Blaze arriva trasformata in Nirik per fermarli. Tornando alla forma di Kirin, convince gli altri che possono incanalare ogni rabbia che sentono in sbocchi non distruttivi. Dopo che un gruppo di scoiattoli conduce Applejack e Fluttershy ai fiori che Autumn Blaze ha usato per la cura, i Kirin riguadagnano le loro voci e riaccolgono Autumn Blaze nel villaggio.

### Father Knows Beast
- Titolo italiano (Cartoonito): Il drago perfetto
- Regia: Denny Lu & Mike Myhre
- Sceneggiatura: Josh Haber
- Storyboard: Marta Demong & Thalia Tomlinson

Mentre Twilight Sparkle inizia a temere che l'educazione di Spike tra i pony possa averlo trattenuto nell'esplorare la sua eredità di drago, un drago adulto di nome Sludge si schianta a Ponyville. Spike lo porta al Castello Dell'Amicizia, così lui e le altre possano aiutarlo a riprendersi dalle sue ferite. Sludge rivela di essere il padre di Spike e che ha lo ha cercato per anni. Mentre Spike e Sludge trascorrono del tempo insieme, Sludge convince Spike a rinunciare al suo stile di vita confortevole nel Castello, mentre segretamente pianifica di trasferirsi e godersi i lussi del castello. Spike accusa Twilight di essere gelosa che lui abbia un vero genitore nella sua vita, ma Smolder non si lascia impressionare dalla pigrizia di Sludge e dice a Spike che i draghi non dovrebbero comportarsi in quel modo. Con il suo aiuto, Spike fa credere a Sludge che entrambi si trasferiranno fuori dal Castello e in una grotta. Sludge ammette di non essere il padre di Spike e se ne va. Spike si scusa con Twilight e riconosce che lei è la sua vera famiglia.

### School Raze - Part 1
- Titolo italiano (Cartoonito): Attacco alla scuola: Parte 1
- Regia: Denny Lu & Mike Myhre
- Sceneggiatura: Josh Haber
- Storyboard: Karine Charlebois, Tori Grant, & Aynsley King

Dopo che il malfunzionamento di un incantesimo mette in pericolo gli studenti, i pony scoprono che la magia ha smesso di funzionare in tutta Equestria. Su suggerimento di Cozy Glow, le Mane 6 e Spike si recano nel Tartaro per controllare il malvagio centauro Tirek. Inizialmente non rivendicando alcun coinvolgimento, Tirek rivela di avere qualcuno che lo sta aiutando ad attuare un piano di vendetta che include l'ingannare i pony così che si sarebbero recati nel Tartaro. A causa dell'assenza di magia, però, non è possibile aprire nuovamente la porta d'ingresso e quindi le Mane 6 e Spike rimangono intrappolate all'interno. Nel frattempo a scuola, Cozy Glow assume il ruolo di preside nonostante Twilight avesse affidato a Starlight la responsabilità della Scuola. Il cancelliere Neighsay prevale su Cozy ed intrappola gli studenti credendo che siano responsabili della magia scomparsa. Dopo aver convinto il cancelliere di essere passato dalla sua parte, Sandbar aiuta gli altri studenti a fuggire con l'aiuto delle Cutie Mark Crusaders. Nei sotterranei della Scuola, gli studenti scoprono che Cozy Glow ha usato dei manufatti magici per imprigionare Starlight e drenare la magia da Equestria con l'intenzione di dominarla come Imperatrice dell'Amicizia.

### School Raze - Part 2
- Titolo italiano (Cartoonito): Attacco alla scuola: Parte 2
- Regia: Denny Lu & Mike Myhre
- Sceneggiatura: Josh Haber
- Storyboard: Kaylea Chard, Mincheul Park, & Nicole Wang

Alla Scuola Dell'Amicizia, Cozy Glow, l'aiutante di Tirek, fa ribellare gli studenti contro Neighsay, che lo intrappolano nel suo ufficio, riprendendo quindi il controllo della Scuola. I sei studenti liberano Neighsay e pensano ad un piano per rimuovere i manufatti magici per interrompere l'incantesimo, ma Cozy Glow convince gli altri studenti che sono loro i responsabili della magia che sta scomparendo. Nella lotta che segue, Sandbar, Silverstream, Ocellus, Gallus, Smolder e Yona rimangono intrappolati nella sfera di magia nella quale si trova Starlight ma vengono salvati dalla magia dell'Albero di Armonia. Rimuovendo gli artefatti, l'incantesimo viene fermato e la magia viene ripristinata ovunque. Fuggite dal Tartaro con l'aiuto di Tirek, le Mane 6 impediscono la fuga di Cozy Glow cercando di spiegarle che acquisire potere non è lo scopo dell'amicizia. Un Neighsay pieno di rimorsi restituisce il controllo della Scuola a Twilight ammettendo di aver finalmente imparato che anche i non-pony sono ugualmente capaci di amicizia. Nel frattempo le autorità imprigionano nel Tartaro Cozy Glow, che chiede a Tirek di fare amici con lei.